# Genghis Khan II: Clan of the Gray Wolf
Genghis Khan II: Clan of the Gray Wolf (Aoki Ookami a Shiroki Mejika: Genchou Hishi en Japón) es un videojuego desarrollado por Koei. Es parte de Koei Históricos de la serie de juegos de simulación. Genghis Khan II fue elaborado y publicado para DOS, Mega Drive y Super Nintendo.

## Juego
El jugador tiene la opción de conquistar, ya sea el país de Genghis Khan en Mongolia a sí mismo, o para jugar como un líder mundial y tomar el mundo conocido de la época. Ambas conquistas se hacen a través del equilibrio de la economía, la población, la compra y venta de productos manufacturados, las relaciones familiares, y la promoción de degradar generales, el desarrollo militar, todo en un su vez basado en la moda. Todas estas acciones sólo puede suceder dentro de una determinada cantidad de "puntos de giro", por lo que algunas acciones se da prioridad, mientras que otros se pasan por alto. El juego incluye también una batalla a su vez basada en la secuencia, lo que permite el control específico para el jugador o delegado en general.

## Escenario 1: Jugar como Genghis Khan
En el primer escenario, es el año 1184 d. C. en Mongolia, el jugador tiene la opción de control de cuatro personajes (Temujin, Jamuga, Togurul Khan, y Tayan Khan. Su trabajo es convertirse en la gobernante de las estepas de Mongolia (básicamente el control de todas los territorios de Mongolia). Al final de este escenario, si termina el tiempo antes o en el 1212AD, puede tener sobre el resto del mundo, en el cuarto escenario, Conquista Mundial. Cuando llegas a la cabeza de la lucha con el gobernante que eligió, y su elección de los ocho generales, y un consejero. 
Los jugadores tienen la posibilidad, como también varias otras naciones líderes en todos los escenarios de todo el mundo. Estas naciones sufren de una falta de parientes como los generales, y significativamente más débiles dirigentes. También ausente es la capacidad de contratar a la élite Mongol, en gran parte considerarse como la más potente de todas las unidades en el juego.

## Escenario 2: La Gran Ambición de Genghis Khan
Este escenario permite al jugador tomar el mundo conocido en esa época (Europa, el norte de África y el continente asiático). El jugador puede seleccionar diversos imperios, que son: Imperio mongol, Shogunato Kamakura, Imperio Khorezm, Sultanato Ghore, Reino Angevino, Reino Capetiano, cada una con sus diferentes puntos fuertes y débiles (por ejemplo, el punto fuerte de Japón son los Samuráis (las unidades más fuertes en ataque cuerpo a cuerpo), mientras que el punto débil es que el imperio sólo tiene un territorio, Japón).

## Escenario 3 y 4
En el tercer escenario, que está en el punto de la Dinastía Yuan (1274 DC), donde Kublai Khan es el gobernante de Mongolia y China. Usted está tratando de gobernar el mundo. 
El cuarto escenario, Conquista Mundial está desbloqueado para el año (1185AD). Genghis Khan empieza a tomar el mundo con sus hordas mongoles. En este escenario, Genghis Khan por defecto es el líder del Imperio Mongol, con los 8 mejores generales y consejeros.

## Eventos aleatorios
Durante el juego, el jugador puede esperar algunos sucesos aleatorios, incluidos los tifones, sequías, epidemias, tormentas de arena y ventiscas. También como abundantes cosechas en algunos países en el otoño.

## Relaciones familiares
Un aspecto importante para el juego es elevar su familia; elegir que tu hija se va a casar o quien sucederá a su gobernante cuando él muere. Como es el caso con cualquier escenario, sin sucesores, el gobernador muere sin que nadie lo sustituya, entonces el juego ha terminado. Un fuerte orientada a la familia imperio es menos susceptible de revoluciones.

## Revoluciones
Se nombra a un hijo de un general o de un gobernador o casarse con la hija de un general o el ya nombrado gobernador de la provincia de garantías de que no habrá una revolución y romper con un jugador de los territorios. Esto es especialmente importante cuando el control de grandes cantidades de provincias, como varios gobernadores podrá decidir la revuelta a la vez. 
Cuando se produce una revuelta, el jugador se basa en torno a las naciones bajo su control para mantener el estado. Si los ejércitos de los estados circundantes son suficientemente grandes, una revuelta puede ser presentado. Sin embargo, si la mayoría de los territorios que rodean a la nación han repugnante baja ejércitos, la repugnante nación tiene una gran oportunidad de ganar.

## Identidades
Si juega como Genghis Khan y el nombre de cualquiera de sus hijos Kublai, Jagatai, Joti, Tului o Ugudei, el primero de esos hijos tan nombrado utilizará la única imagen que normalmente se asocian con los generales en los escenarios más tarde, en lugar del genérico Mongol plantilla general. Kublai Khan fue realmente Tului el hijo, el nieto de Genghis y en la realidad.